# Samir Rifa'i
Samir Zaid al-Rifai, سمير زيد الرفاعي in arabo (Amman, 1º luglio 1966), è stato Primo Ministro del Regno Hascemita di Giordania fino al 1º febbraio 2011.

## Biografia
Rifai è di origine palestinese. È il figlio dell'ex primo ministro Zaid al-Rifai e nipote di Samir al-Rifai.
Nelle ondate di rivolte che hanno scosso gran parte del mondo islamico contro i propri regimi a gennaio e febbraio 2011, anche Rifa'i, nonostante l'esistenza di una repressione molto minore in Giordania rispetto ad altri Paesi arabi, è duramente contestato per le mancate riforme economiche in manifestazioni e rivolte in tutto il Paese.
Come prima in Tunisia, nella Rivoluzione dei Gelsomini, per la seconda volta in queste rivolte si riesce a far cadere un Governo, in Giordania appunto quello di Rifa'i. Tuttavia ciò qui avviene in maniera non cruenta, ma tramite l'azione di Re Abdallah che è costretto a nominare un nuovo premier, Marouf Bakhit.